# John Kerr (acteur)
Pour les articles homonymes, voir John Kerr.
John Kerr est un acteur américain né à New York (États-Unis) le 15 novembre 1931 et mort le 2 février 2013 à Pasadena.
Il fut également avocat.

## Biographie

### Vie privée
John Kerr est le fils de l'actrice June Walker et de l'acteur Geoffrey Kerr (en).

## Filmographie

### Cinéma
- 1954 : The Men of Sherwood Forest (La Revanche de Robin des Bois (film)) de Val Guest : Brian de Eskdale
- 1955 : La Toile d'araignée (The Cobweb) de Vincente Minnelli : Steven W. Holte
- 1955 : Le Monstre (The Quatermass Xperiment) de Val Guest : le technicien du laboratoire (non crédité)
- 1956 : Gaby de Curtis Bernhardt : Gregory Y. Wendell
- 1956 : Thé et sympathie (Tea and Sympathy) de Vincente Minnelli : Tom Robinson Lee
- 1957 : Les Vendanges (The Vintage) de Jeffrey Hayden : Ernesto Barandero
- 1958 : South Pacific de Joshua Logan : Lieutenant Joseph Cable
- 1960 : Les Prisonniers du ciel (The Crowded Sky) de Joseph Pevney : Mike Rule
- 1960 : Girl of the Night (en) de Joseph Cates : Larry Taylor
- 1961 : La Chambre des tortures (The Pit and the Pendulum) de Roger Corman : Francis Barnard
- 1961 : Traquées par les Japs (The Seven Women from Hell) de Robert D. Webb : Lieutenant Bill Jackson
- 1961 : Le Roi des rois (King of Kings) de Nicholas Ray (non crédité)
- 1972 : Dealing: Or the Berkeley-to-Boston Forty-Brick Lost-Bag Blues de Paul Williams : Stockbroker (non crédité)
- 1973 : Class of '44 (en) de Paul Bogart : le barman de l'hôtel (non crédité)
- 1973 : Only God Knows de Peter Pearson : Inspecteur
- 1978 : L'Argent de la banque (The Silent Partner) de Daryl Duke : Détective #3
- 1978 : Plague de Holly Dale : Escaping guard
- 1979 : L'Exterminateur (Search and Destroy) de William Fruet : MacPherson
- 1981 : L'Homme de Prague (The Amateur) de Charles Jarrott : Agent de sécurité CIA
- 1987 : Australian Dream (en) : Frank (The Swaggie)

### Télévision
- 1953 : Lux Video Theatre (en) (série télévisée) : Tony
- 1953 : You Are There (série télévisée) : Jesse James
- 1953 : Horace Mann's Miracle (téléfilm) : Pizzi
- 1953 : Studio One (série télévisée)
- 1953 : The Big Story (en) (série télévisée)
- 1953 : BBC Sunday-Night Theatre (en) (série télévisée)
- 1953 : Danger (en) (série télévisée)
- 1953-1954 : Suspense (série télévisée) : Derek Howard
- 1954 : Justice (en) (série télévisée) (série télévisée)
- 1955 : Climax! (série télévisée) : Matt Sloane
- 1955 : The Philco Television Playhouse (série télévisée) : George Avery
- 1955 : The Elgin Hour (en) (série télévisée) : Foster
- 1955 : The Alcoa Hour (en) (série télévisée) : Jamie Hallock
- 1956 : The United States Steel Hour (en) (série télévisée) : Ray
- 1956 : Climax! (série télévisée) : Danny Barron / Steve Barron
- 1956 : Le blé est vert (The Corn Is Green) (téléfilm) : Morgan Evans
- 1957 : Playhouse 90 (série télévisée) : David McAdam
- 1957 : The Big Story (en) (série télévisée) : Madden
- 1957 : Fireside Theatre (en) (série télévisée) : Tom Parr
- 1957 : Climax! (série télévisée) : Poggi
- 1957 : Studio One (série télévisée)
- 1958 : Playhouse 90 (série télévisée) : Capitaine Neil Dameron
- 1958 : Alcoa Theatre (en) (série télévisée) : Lieutenant Upton
- 1958 : General Electric Theater (série télévisée) : Freddie
- 1959 : Berkeley Square (téléfilm) : Peter Standish
- 1959 : Riverboat (en) (série télévisée) : Jefferson Carruthers
- 1960 : Disney Parade - Elfego Baca: Friendly Enemies at Law : Martin Didler
- 1960 : Rawhide (série télévisée) : Bert Eaton
- 1961 : Échec et mat (série télévisée) : Whit Kamens
- 1962 : Gunsmoke (série télévisée) : Lute Willis
- 1962 : Bus Stop (série télévisée) : Jim Carmody
- 1962 : The United States Steel Hour (en) (série télévisée)
- 1962 : The Lloyd Bridges Show (en) (série télévisée) : David
- 1962 : Les Accusés (série télévisée) : Jonathan Winthrop
- 1963 : Le Virginien (série télévisée) : Oliver Smith
- 1963 : La Grande Caravane (série télévisée) : Jim Whitlow
- 1963-1964 : Arrest and Trial (en) (série télévisée) : Barry Pine (18 épisodes)
- 1964 : 12 O'Clock High (en) (série télévisée) : Major Herrick
- 1965 : Profiles in Courage (série télévisée) : Whitlock
- 1965 : Suspicion (série télévisée) : Glendon Baker
- 1965 : 12 O'Clock High (en) (série télévisée) : Lieutenant Ray Thacker
- 1965-1966 : Peyton Place (série télévisée) : John Fowler (75 épisodes)
- 1965 : The Long, Hot Summer (en) (série télévisée) : Duane Galloway
- 1966 : Match contre la vie (série télévisée) : Alex Ryder
- 1967 : Flipper le dauphin (série télévisée) : Keller
- 1967 : Le Grand Chaparral (série télévisée) : Creed Hallock
- 1967-1970 : Sur la piste du crime (série télévisée) : Gary Morgan / Clayton McGregor / Douglas Parker / William Converse (7 épisodes)
- 1969 : Adam-12 (série télévisée) : Père Joe
- 1969 : Les Règles du jeu (série télévisée) : Stuart Clark / Père Billy Keaton
- 1970 : The Bold Ones: The Lawyers (série télévisée) : Dr Philip Blackburn
- 1971 : The Young Lawyers (en) (série télévisée) : Andrew Rogers
- 1971 : Yuma (en) (téléfilm) : Capitain White
- 1971 : Owen Marshall: Counselor at Law (en) (série télévisée) : Clay Arnold
- 1971 : Columbo : Poids mort (Dead Weigh) (série télévisée) : Colonel Roger Dutton
- 1972 : La Nouvelle Équipe (série télévisée) : Dr Freilich
- 1972 : The Longest Night (en) (série télévisée) : Agent Jones
- 1972 : The Rookies (série télévisée) : Price
- 1973-1976 : Police Story (série télévisée)
- 1973-1977 : Les Rues de San Francisco (série télévisée) : Gerald O'Brien
- 1973 : Opération danger (série télévisée) : George Sterling
- 1973 : Incident on a Dark Street (en), téléfilm de Buzz Kulik : Gallagher, l'avocat de Trenier
- 1973 : Search (série télévisée) : Senateur Gordon
- 1973 : La Nouvelle Équipe (série télévisée) : Dr Eggers
- 1974 : Barnaby Jones (série télévisée) : Dr Lincoln
- 1975 : L'Homme invisible (série télévisée) : Kirk
- 1975 : Medical Story (en) (série télévisée) : Dr Barrett
- 1976 : The Blue Knight (TV series) (en) (série télévisée)
- 1977 : McMillan & Wife (série télévisée) : Richard Valentine
- 1977 : The Feather and Father Gang (en) (série télévisée) : Martin Stoddard
- 1977 : Intrigues à la Maison Blanche (Washington: Behind Closed Doors) (série télévisée) : Ashton
- 1982 : Seeing Things (en) (série télévisée)
- 1983 : Filles et Garçons (Sons and Daughters, série télévisée) : Policier
- 1985 : The Park Is Mine (en) (téléfilm) : Reporter
- 1985 : Der Rosenkavalier (téléfilm) : Waiters
- 1987 : Le mystère de la baie (Bay Coven) (téléfilm) : Capitaine du ferry
- 1992 : Ray Bradbury présente (The Ray Bradbury Theater) (série télévisée) : Don